# 那洒镇
那洒镇，是中华人民共和国云南省文山壮族苗族自治州广南县下辖的一个乡镇级行政单位。

## 行政区划
那洒镇下辖以下地区：
那洒村、维莫村、董德村、岜皓村、贵马村、长箐村、魁母甲村、龙汪洞村、麻巫村、石丫口村和松树脚村。